# Protoclythia rufa
Protoclythia rufa ist eine Fliege aus der Familie der Tummelfliegen (Platypezidae). Das Art-Epitheton rufa kommt aus dem Lateinischen und bedeutet „rot“ und bezieht sich wohl auf die Bein- und Hinterleibsfärbung.

## Merkmale
Die Fliegen erreichen eine Körperlänge von etwa 4 Millimetern. Kopf, Thorax und Schildchen der Fliegen sind stahlgrau gefärbt und kaum mit Borsten besetzt. Der Thorax ist gewölbt. Der Hinterleib ist lachsfarben mit dunklen Rändern an den Tergiten. Die Beine sind gelblich gefärbt. Die mattroten Facettenaugen sind bei den Männchen größer und berühren sich an der Kopfoberseite. Die Flügel besitzen eine charakteristische Flügeladerung mit den Flügeladern M1 und M2. Letztere fehlt beispielsweise bei der sehr ähnlichen Art Agathomyia sexmaculata.

## Verbreitung
Protoclythia rufa ist in Europa weit verbreitet. Im Norden reicht das Vorkommen bis nach Dänemark und Südschweden, in das Baltikum und auf die Britischen Inseln. Im Süden erstreckt sich das Vorkommen über den nördlichen Mittelmeerraum einschließlich der Iberischen Halbinsel.

## Lebensweise
Die hellgelben Larven von Protoclythia rufa entwickeln sich an Pilzen wie dem Honiggelben Hallimasch (Armillaria mellea). Die Fliegen beobachtet man im Herbst, häufig in Heckenbiotopen. Sie springen dabei unentwegt über die Blätter von Büschen.